# Cispia venosa
Cispia venosa är en fjärilsart som beskrevs av Walker 1862. Cispia venosa ingår i släktet Cispia och familjen tofsspinnare. Inga underarter finns listade i Catalogue of Life.